# Rajko Kuzmanović
Rajko Kuzmanović (ur. 1 grudnia 1931 w Čelinacu) – serbski prawnik i filozof, prezydent Republiki Serbskiej od 28 grudnia 2007 do 15 listopada 2010.
Kuzmanović studiował prawo i filozofię na Uniwersytecie w Zagrzebiu. W 1980 uzyskał tytuł doktora prawa na Uniwersytecie w Mostarze. Przez cały czas zajmował się pracą naukową, był wykładowcą akademickim. Sprawował funkcję rektora Uniwersytetu w Banja Luce. W 2004 został prezesem Akademii Nauk i Sztuk Republiki Serbskiej.
W październiku 2007 Kuzmanović został kandydatem Sojuszu Niezależnych Socjaldemokratów (SNSD, Savez nezavisnih socijaldemokrata) premiera Milorada Dodika w wyborach prezydenckich w Republice Serbskiej po nagłej śmierci prezydenta Milana Jelicia. Jego kandydaturę poparli także dwaj koalicjanci SNSD – Partia Socjalistyczna (SP, Socialisticka Partija Republike Srpske) oraz Demokratyczny Związek Ludowy (DNS).
9 grudnia 2007 Kuzmanović wygrał wybory prezydenckie w Republice Serbskiej, zdobywając 41,8% głosów poparcia. 28 grudnia 2007 objął oficjalnie urząd prezydenta. 15 listopada 2010 ustąpił ze stanowiska prezydenta.